# Кубок України з футболу серед жінок 1992
У 1992 році відбувся перший розіграш Кубку України з футболу серед жінок.

## Матчі

### Попередній етап
| Команда 1                 | Рахунок           | Команда 2              |
| ------------------------- | ----------------- | ---------------------- |
| «Луганочка» (Луганськ)    | 6:0               | «Львів'янка» (Львів)   |
| «Арена-Господар» (Фастів) | 0:0 (по пен. 5:4) | «Олімп» (Київ)         |
| «Крим-Юні» (Сімферополь)  | +:- (тех.поразка) | «Чорноморочка» (Одеса) |

### 1/8 фіналу
| Команда 1                  | Рахунок           | Команда 2                    |
| -------------------------- | ----------------- | ---------------------------- |
| «Текстильник» (Донецьк)    | 1:5               | «Динамо» (Київ)              |
| «Арена-Господар» (Фастів)  | 2:0               | «Луганочка» (Луганськ)       |
| «Легенда» (Чернігів)       | 0:0 (по пен. 3:1) | «Іскра» (Запоріжжя)          |
| «Дніпро» (Дніпропетровськ) | 2:1               | «Радосинь» (Київ)            |
| «Буковинка» (Чернівці)     | 4:0               | «Мрія» (Кіровоград)          |
| «Юніса» (Луганськ)         | +:- (тех.поразка) | «Таврія» (Херсон)            |
| «Крим-Юні» (Сімферополь)   | +:- (тех.поразка) | «Світлана» (Дніпропетровськ) |
| «Борисфен» (Запоріжжя)     | +:- (тех.поразка) | «Азовочка» (Маріуполь)       |

### Чвертьфінали
| Команда 1                | Заг.              | Команда 2                  | 1-й матч | 2-й матч |
| ------------------------ | ----------------- | -------------------------- | -------- | -------- |
| «Легенда» (Чернігів)     | 1:4               | «Арена-Господар» (Фастів)  | 0:2      | 1:2      |
| «Борисфен» (Запоріжжя)   | 1:9               | «Динамо» (Київ)            | 0:0      | 1:9      |
| «Буковинка» (Чернівці)   | 4:0               | «Юніса» (Луганськ)         | 2:0      | 2:0      |
| «Крим-Юні» (Сімферополь) | +:- (тех.поразка) | «Дніпро» (Дніпропетровськ) | +:-      | +:-      |

### Півфінали
| Команда 1                 | Заг. | Команда 2              | 1-й матч | 2-й матч |
| ------------------------- | ---- | ---------------------- | -------- | -------- |
| «Арена-Господар» (Фастів) | 2:1  | «Буковинка» (Чернівці) | 1:1      | 1:0      |
| «Крим-Юні» (Сімферополь)  | 0:7  | «Динамо» (Київ)        | 0:5      | 0:2      |

## Фінал
| 10 жовтня 1992 |

| «Арена-Господар» ( Фастів ) | 0 – 1 | «Динамо» ( Київ ) |
| --------------------------- | ----- | ----------------- |
|                             |       | Фрішко 64'        |

| Спорткомплекс «Машинобудівник», Фастів Глядачів: 1000 Арбітр: Арановський |

| 17 жовтня 1992 |

| «Динамо» ( Київ ) | 0 – 0 | «Арена-Господар» ( Фастів ) |
| ----------------- | ----- | --------------------------- |
|                   |       |                             |

| стадіон «Динамо», Київ Глядачів: 2000 Арбітр: Шевченко |